# Pierre Bothén
Pierre Rudolf Bothén, född 29 december 1919 i Paris, död 26 januari 1975 i Stockholm, var en svensk diplomat.
Bothén avlade juristexamen i Stockholm 1946. Efter tingstjänstgöring fick han anställning på Utrikesdepartementet 1949. Mellan 1951 och 1956 tjänstgjorde han i Haag, Bonn, Aten och Kairo innan han blev utsedd till budgetsekreterare 1958. Han blev byråchef 1963 och kansliråd 1965.
1965 blev Bothén utsedd till att efterträda Harald Edelstam som generalkonsul i Istanbul, en post som han hade fram till 1972 då han blev ambassadör i Lagos i Nigeria. Vid årsskiftet 1975 återkom han till Stockholm för att ta rollen som protokollchef på Utrikesdepartementet. Efter en knapp månad i den rollen avled han den 26 januari 1975.
Pierre Bothén var son till bankdirektören Rudolf Bothén och dennes hustru Aina Gullstrand. Han gifte sig 1952 med kollegan på Utrikesdepartementet Kerstin Bothén (född Hesser).
Bothén utsågs 6 juni 1972 till Kommendör av Nordstjärneorden.